# Kapacitetsdiode
En kapacitetsdiode (eller varactor-diode) er en halvlederkomponent som har en kondensatorvirkning, der ændres som funktion af spændingen over den. En kapacitetsdiode er i princippet en almindelig diode som man har optimeret til netop kapacitetsdiode formål.

## Sådan virker en kapacitetsdiode
I alle halvlederdioder findes et lag, det såkaldte depletion layer som ikke indeholder frie ladningsbærere og som derfor er elektrisk isolerende. Frie ladningsbærere er enten elektroner (N-"forurenede" område) – eller "huller"; steder hvor der "mangler" en elektron i halvlederkrystalgitteret (P-"forurenede" område). Depletion betyder tømning eller dræning – her i betydningen drænet eller tømt for frie ladningsbærere.
Men lige i overgangen mellem N og P området, hvor diodevirkningen er, vil NP-zonen ingen ladningsbærere have i "lederetningen" op til ca. -0.6V for silicium og ca. -0,1V for germanium baserede halvledere – eller højere i spærreretningen.
Med andre ord; tykkelsen af det ladningsfrie isolerende lag afhænger af spændingen over dioden; har denne spænding den rigtige polaritet og en vis størrelse, svinder det isolerende lag ind til et punkt hvor strømmen kan gennembryde det og derved gå igennem hele dioden.
Ved alle andre spændingsforhold vil de to elektrisk ledende halvlederområder N og P være adskilt af et depletion layer og dermed virke som en elektrisk kondensator. Da kapaciteten i en sådan blandt andet afhænger af afstanden mellem de ledende flader, vil den spærrende diode fungere som en kondensator, hvis kapacitet afhænger af jævnspændingen over dioden.

## Kapacitetsdiodekrav
For at kapacitetsdioder skal kunne anvendes i oscillatorer og afstemte resonanskredse i masseproduktion, skal sådanne dioders kapacitetsvirkning være:
- Ens fra diode til diode.
- Kapacitetsvirkningens temperaturafhængig skal være så lille som muligt. Faktisk kan det også være vigtigt at temperaturafhængigheden er ens fra diode til diode.
- Have så lille en serie modstandsvirkning som muligt. Have så stor en parallel modstandsvirkning som muligt. Og det ved det frekvensinterval den skal anvendes ved. Dette er krav som kan være med til at indfri et højt resonanskreds godhed (Q-faktor).
- Generere så lidt støj som muligt (ved det frekvensinterval den skal anvendes ved).

## Alle halvlederkomponenter har kapacitetsdiodevirkning
Faktisk er det sådan, at alle MOSFET, FET, dioder og transistorers parasitiske/utilsigtede kapaciteter virker som kapacitetsdioder – tænk også på den berømte/berygtede miller-kapacitetsvirkning mellem kollektor og basis. De ændrer kapacitet som funktion af spændingen over diode, gate-source, gate-drain og drain-source-strækninger.
Et eksempel er i denne superregenerative modtager. Svingningskredsen afstemmes af en almindelig 1 amperes effektdiode 1N4004, der anvendes som kapacitetsdiode.